# Nou del coll
La nou, o nou d'Adam, o garganxó, és una part del cos que es troba al coll humà. És la protuberància de la laringe i és formada per l'articulació de dos cartílags. Com més ampla és, més greu és la veu de la persona. Rep el seu nom de la llegenda que diu que la fruita de l'arbre prohibit se li va travessar, al coll d'Adam (en anglès, per exemple, es diu Adam's apple). Aquesta "nou" està molt més marcada en els homes que en les dones.